# Earl Hines
Pour les articles homonymes, voir Hines.
Earl Kenneth Hines (surnommé Fatha), né le 28 décembre 1903 à Duquesne, en Pennsylvanie, et mort le 22 avril 1983 à Oakland, en Californie, est un pianiste et chef d'orchestre de jazz américain.

## Biographie

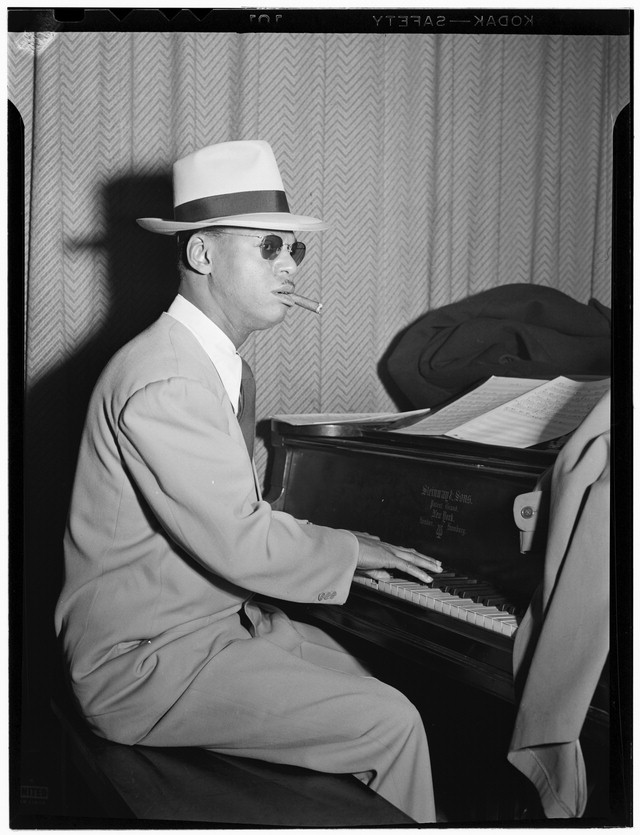
Earl Hines, autour de 1947 (Fonds photographique William P. Gottlieb).

Earl Hines joue avec Louis Armstrong and His Hot Five en 1927 et constitue l'année suivante un grand orchestre qu'il dirige jusqu'en 1947. En 1948 il rejoint Louis Armstrong et en 1951 il s'installe à San Francisco. Il effectue une tournée européenne en soliste en 1965. Il développe le « trumpet-piano style » en prolongeant certaines notes par un trémolo correspondant au vibrato de la trompette.

## Discographie
- Stowaway (1928)
- West End blues (avec Louis Armstrong, 1928)
- Rosetta (1934)
- Piano man (1939)
- Boogie woogie on the saint Louis blues (1940)
- Body and soul (1940)
- Classic Earl Hines Sessions 1928-1943 (Mosaic Records)[2]
- I surrender dear (1965)
- Stride right (avec Hodges, 1966)
- The Mighty Fatha (avec Elvin Jones, 1973, Flying Dutchman/Philips)